# Bavarska državna knjižnica
Bavarska državna knjižnica (nemško Bayerische Staatsbibliothek) v Münchnu v Nemčiji je z več kot sedmimi milijoni del ena največjih knjižnic v Srednji Evropi. Pod imenom Dvorna knjižnica Wittelbachov jo je leta 1558 ustanovil vojvoda Albreht V. Leta 1919 so jo preimenovali v današnje ime, do danes pa je ostala središčna knjižnica nemške zvezne dežele Bavarske.
V knjižnici poleg tiskanih knjig hranijo številne inkunabule, številne posebne zbirke (zemljevide, književno zapuščino, avtografije, portrete, knjižne tablice, fotografske arhive in slikarske knjige), ter pomembne starodavne rokopise, med njimi tudi Brižinske spomenike, nastarejši pisni vir v slovenščini. Poleg tega v njej skladiščijo preko 40.000 trenutnih časopisov in drugih periodičnih izdaj, po čemer je Bavarska državna knjižnica druga v Evropi, takoj za Britansko knjižnico.